# Scaphosepalum globosum
Scaphosepalum globosum är en orkidéart som beskrevs av Carlyle August Luer och Alexander Charles Hirtz. Scaphosepalum globosum ingår i släktet Scaphosepalum och familjen orkidéer. Inga underarter finns listade i Catalogue of Life.